# 鮫皮
鮫皮（さめがわ）は、サメ類・エイ類など大型魚類の皮膚をはがし、乾燥させた皮革材料。
沙皮とも書き、梅花皮（かいらぎ）とも言う。
「鮫」と名前につくものの、日本の刀剣に使用されるものは、「真鮫」とも呼ばれるツカエイ（南シナ海、インド洋に生息するエイの一種）などの背面中央部の皮である。

## 用途

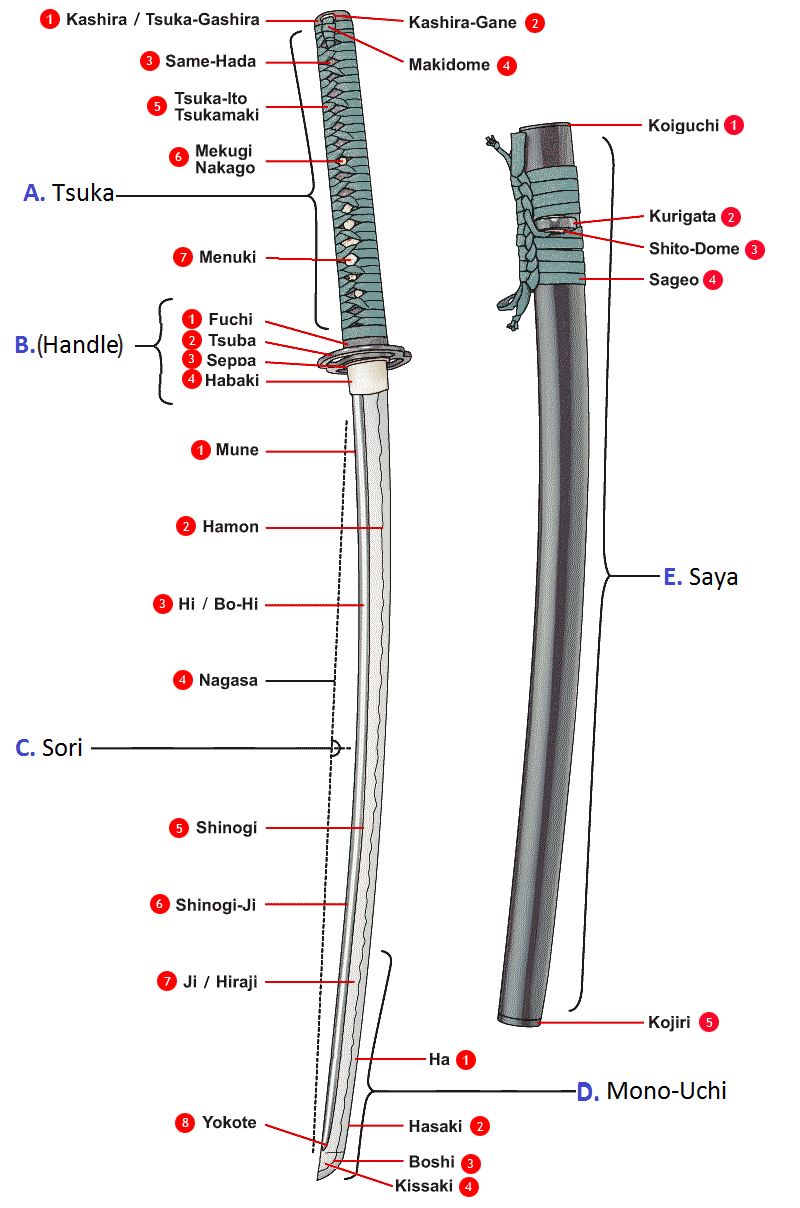
刀の各所の名前、3番に鮫肌と記載

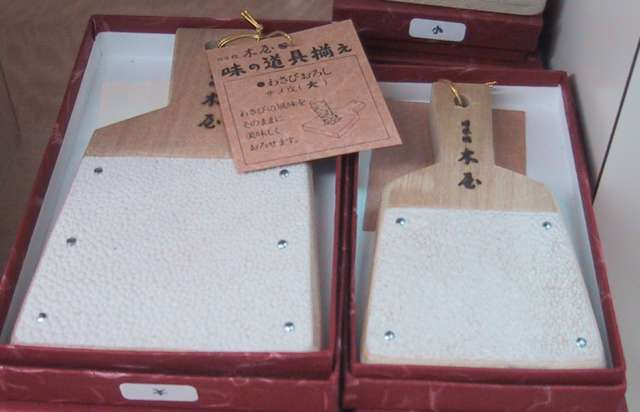
鮫皮おろし

刀
刀剣の柄に巻いて使用される。表面がざらざらしていることから、滑り止めとなり、また衝撃により柄が割れた際に、茎が飛び出して握った手が負傷することを防ぐ。柄に鮫皮巻（実際にはエイの皮）が確認された東アジア最古の例として、朝鮮半島の百済製の大刀が、宮崎県えびの市島内139号地下式横穴墓（6世紀前半）から発掘されている。
鞘に使う場合には表面の凹凸がなくなるまで研磨され、着色した後に漆で仕上げられる。この時、まるで梅の木の皮に似た模様になるため、梅花皮の名前がある。
防具
剣道の防具（鮫胴）。弓道のカケと呼ばれる手袋の滑り止めとしても使われる。
靴
鮫皮の靴。太平洋戦争期の日本軍では鮫皮とゴム製靴底を組み合わせた軍靴も配備された。鮫皮の軍靴は従来の軍靴に用いられていた牛皮及び牛皮の代用材である豚皮や馬皮の不足を受けて1944年頃に開発されたが、実際にフィリピン戦線で使用した大岡昇平は鮫皮の透水性の高さを難点として挙げている。
やすり、おろし器
上等でキメの細かいおろし金（山葵おろし器）に使用される。この用途で素材にされるのはカスザメなどの板鰓類と呼ばれる種類の鮫で、江戸時代の宮大工が鮫皮をやすりにしていたことから着想を得たとされる。鮫皮を木に貼りつけて使用するやすりは鮫鑢（さめやすり）と呼ばれる。現代では鮫皮と言われるが実際にはエイの皮が利用されている。
家具の装飾
鮫皮の装飾は、1620年ごろにオランダ東インド会社が大量に鮫皮（実際にはエイの皮）を購入し、日本へ持ち込んで洋櫃やキャビネットを装飾させたことから始まっている。

## 関連用語
- 鮫肌に似ていることから命名されたもの

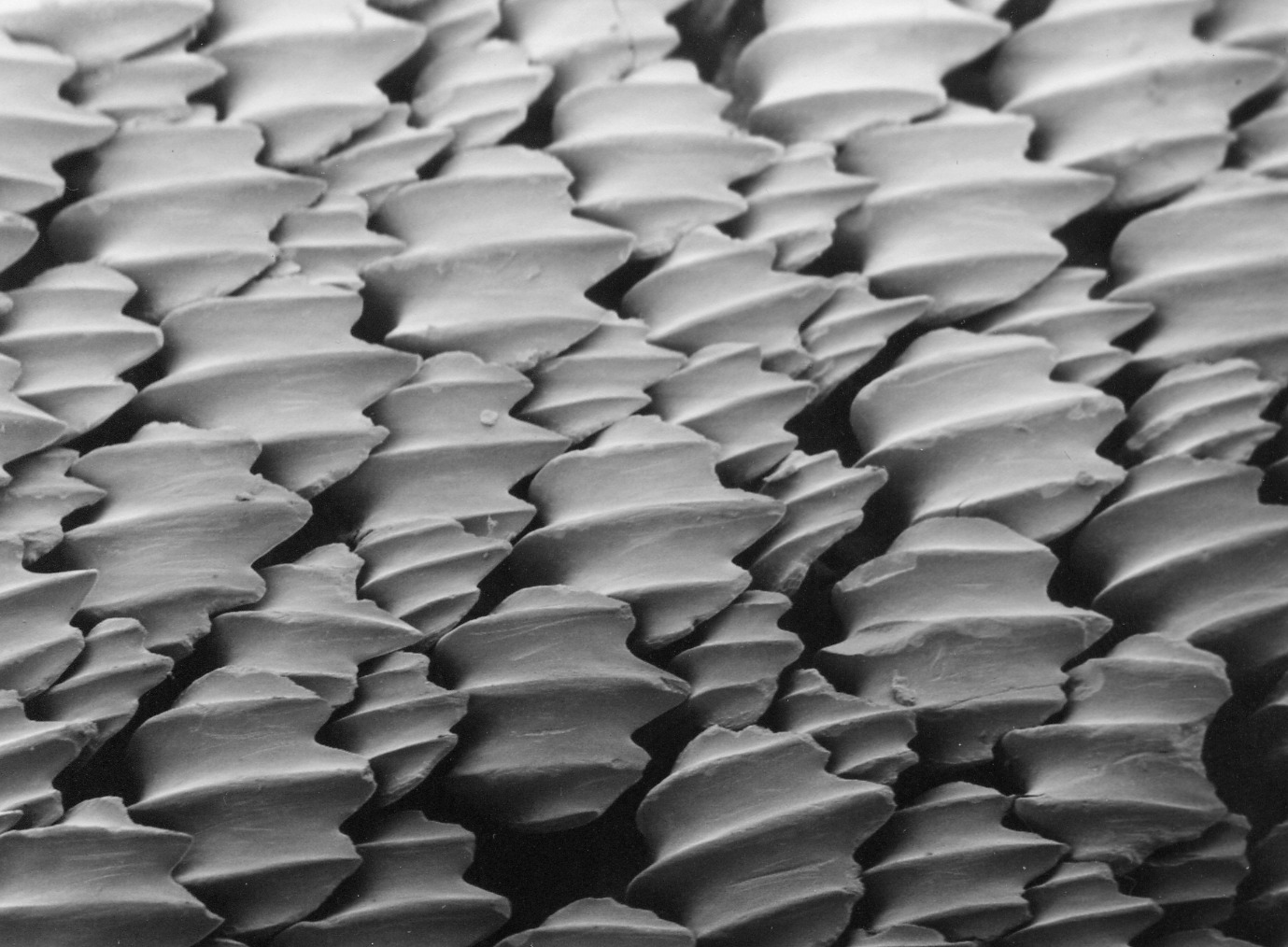
参考：ニシレモンザメの皮を電子顕微鏡で拡大した写真

  - シャークスキン（毛織物）：生地の見た目が鮫皮に似ていることから名前が付いた織り方[11][12]。
  - Shagreen：馬の皮などに植物の種子を押しつけて凸凹にした革素材。英語 "Shagreen" は、現在では[いつ?]鮫皮のことも指す。
  - 鮫肌焼：表面がぶつぶつ、ざらざらの焼き物で、物薩摩龍門司窯、萩焼などが知られる[13]。
  - 鮫肌：表面がぶつぶつ、ざらざらの肌。結節性硬化症のほか、毛孔性苔癬や尋常性魚鱗癬などの角化症・角皮症[注釈 1]で見られる[14]。寒気や緊張感などにより起こりうる現象を指す類似語として鳥肌がある。
  - サメハダー：ゲーム『ポケットモンスター ルビー・サファイア・エメラルド』に登場する、サメの姿をしたポケモン（キャラクター）。近接物理攻撃を受けた際、接触した相手に傷を負わせる特性（固有スキル）「さめはだ」を持つ。
- 鮫皮を研究して作られた素材
  - レーザー・レーサー：SPEEDOが開発した競泳用水着。鮫皮を参考に水着表面に0.1mmの溝を付け、水の抵抗を減らしたことから「鮫肌水着」の異名を持つ[15]。
  - Sharklet（英語版） - 鮫の表皮にフジツボなどが付着しないことに着目して開発されたプラスチックシート。バクテリアも繁殖しないことから、医療機器・食品・潜水艦の表面などに利用される。